# 工藤信夫
工藤 信夫（くどう のぶお、1945年 - ）は、日本の医学者、精神科医。医学博士。平安女学院大学名誉教授。クリスチャンの精神科医として福音派の諸教会では知られている。

## 経歴
秋田県生まれ。弘前大学と大阪大学で精神医学を学んだ後、アメリカの南メソジスト大学とベイラー大学医学部に留学する。福音派の諸団体から、精神医学とキリスト教の関係についての講演を頼まれる。牧師たちと牧会事例について学ぶ集会を各地で持つ。
淀川キリスト教病院精神科医長、ルーテル学院大学社会福祉学科教授、平安女学院大学教授を歴任。

## 著書
- 「人を知り人を生かす」
- 「魂のカルテ」
- 「よりよい人間関係をめざして」
- 「こころの風景」
- 「こころの光を求めて」
- 「援助者とカウンセリング」
- 「牧会者と心の援助」
- 「信仰による人間疎外」
- 「信仰者の自己吟味」
- 「今を生きるキリスト者」
- 「福音はとどいていますか」